# エンディネ・ガイアーノ
エンディネ・ガイアーノ（伊: Endine Gaiano  ( 音声ファイル)）は、イタリア共和国ロンバルディア州ベルガモ県にある、人口約3,400人の基礎自治体（コムーネ）。

## 地理

### 位置・広がり
ベルガモ県東部のコムーネ。県都ベルガモから東北東へ26km、ブレシアから北北西へ32km、州都ミラノから東北東へ71kmの距離にある。

#### 隣接コムーネ
隣接するコムーネは以下の通り。
- フォンテーノ
- ガンディーノ
- モナステローロ・デル・カステッロ
- ランツァニーコ
- ソルト・コッリーナ
- ソーヴェレ

### 地震分類
イタリアの地震リスク階級 (it) では、3 に分類される
。

## 行政

### 山岳部共同体
広域行政組織である山岳部共同体「ラーギ・ベルガマスキ山岳部共同体」  (it:Comunità montana dei Laghi Bergamaschi)  （事務所所在地：ローヴェレ）を構成するコムーネである。

### 分離集落
エンディネ・ガイアーノには、以下の分離集落（フラツィオーネ）がある。
- Endine (sede comunale), Piangaiano, San Felice al Lago, Valmaggiore, Pura, Rova